# An Awful Moment
An Awful Moment er en amerikansk stumfilm fra 1908 af D. W. Griffith.

## Medvirkende
- George Gebhardt som Matteo Rettazzi
- Marion Leonard som Fiammetta
- Harry Solter
- Florence Lawrence som Mrs. Mowbray
- Gladys Egan